# Gomphandra conklinii
Gomphandra conklinii är en järneksväxtart som beskrevs av Schori. Gomphandra conklinii ingår i släktet Gomphandra och familjen Stemonuraceae. Inga underarter finns listade i Catalogue of Life.